# Jordi Raventós
Jordi Raventós (Martorell, 1970) és un filòleg, traductor i editor català. Va llicenciar-se en filologia clàssica, francesa i catalana. Posteriorment va treballar a Quaderns Crema i a la Fundació Bernat Metge, compaginant aquestes feines amb les de corrector editorial. El 2007 va fundar l'editorial Adesiara, des d'on s'han publicat obres de Petrarca, Horaci, Plutarc, Sibilla Aleramo, Georg Büchner i Apollinaire, entre molts d'altres.